# محطة قطار المجاز
محطة المجاز هي محطة قطار جزائرية تقع في إقليم بلدية مسيلة ، ولاية مسيلة .

## مَوقع في السكك الحديدية
تَقع المحطة في أقصى شمال إقليم بلدية مسيلة، على خط برج بوعريريج إلى مسيلة ، على الحدود بين ولاية برج بوعريريج وولاية مسيلة، غير بعيدة عن قرية المجاز (بلدية الاش ) التي تحمل المحطة اسمها. وتسبقها محطة برج بوعريريج وتتبعها محطة المسيلة .

## خدمة الركاب

### خدمة
تخدم محطة المجاز القطارات الجهوية على طريق برج بوعريريج – تيسمسيلت   ·  .

## المٌلاحظات وَ المراجع
1. ↑  "La ligne ferroviaire Tissemsilt-Boughezoul-M'sila, un levier de développement socio-économique pour la région". aps.dz. 25 décembre 2022. مؤرشف من الأصل في 2025-05-31. اطلع عليه بتاريخ 2 janvier 2023. {{استشهاد ويب}}: تحقق من التاريخ في: |تاريخ-الوصول= و|تاريخ= (مساعدة).

## أٌنظر أيضا

### مَقالات ذات صلة
- خط من برج بوعريريج إلى المسيلة
- قائمة محطات القطارات في الجزائر

### رَابط خارجي
- "SNTF". Société nationale des transports ferroviaires (SNTF). مؤرشف من الأصل في 2025-06-02..

قالب:Desserte gare/début
قالب:Desserte gare
قالب:Desserte gare/fin